# Coniopteryx (Xeroconiopteryx) bicuspis
Coniopteryx (Xeroconiopteryx) bicuspis is een insect uit de familie van de dwerggaasvliegen (Coniopterygidae), die tot de orde netvleugeligen (Neuroptera) behoort. 
Coniopteryx (Xeroconiopteryx) bicuspis is voor het eerst wetenschappelijk beschreven door Tjeder in 1957.